# إيليزا براون
إيليزا براون (بالإنجليزية: Ozie Ware)‏ هي مغنية أمريكية، ولدت في 18 يونيو 1903، وتوفيت في 23 يوليو 1982.

## وصلات خارجية
- إيليزا براون على موقع ميوزك برينز (الإنجليزية)
- إيليزا براون على موقع ديسكوغز (الإنجليزية)